# R'Kiz
R'Kiz este o comună din departamentul R'Kiz, Regiunea Trarza, Mauritania, cu o populație de 10.688 locuitori.